# Аденокарпус
Аденокарпус (лат. Adenocarpus) — род растений подсемейства мотыльковых (Faboideae) семейства бобовых (Fabaceae). Выделяют около 15 видов, которые широко распространены в Макаронезии и Средиземноморском регионе.

## Ботаническое описание

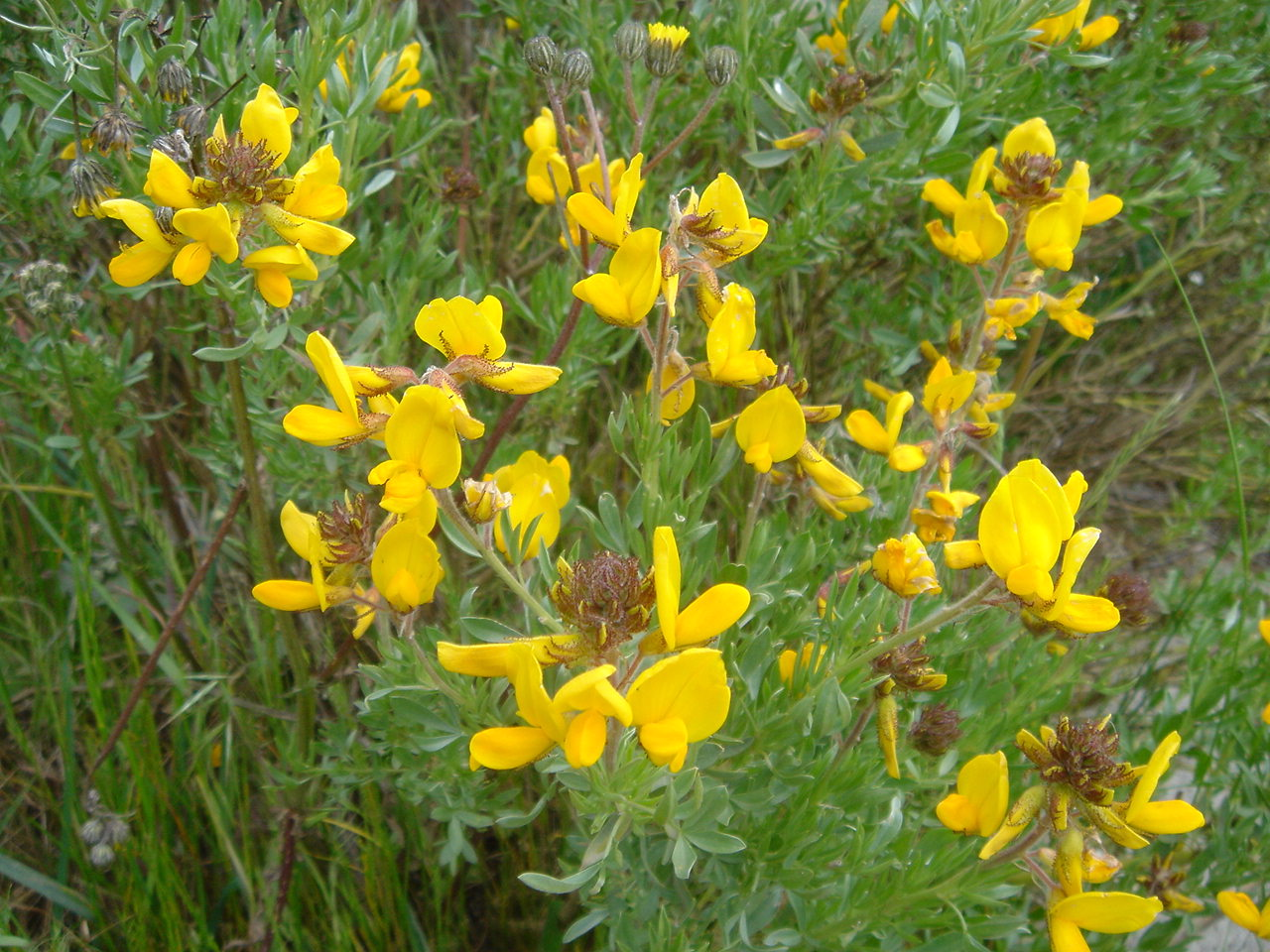
Ветви с листьями и соцветиями Adenocarpus anagyrifolius

Виды рода Adenocarpus представляют собой вечнозелёные кустарники, или редко небольшие деревья, высотой до 4 м. Надземные части растения шелковистые или мохнато-волосистые.
Листья очерёдные, относительно небольшие, разделены на черешок и листовую пластинку. Перистая листовая пластинка состоит из трёх листочков. Околоцветники хорошо развиты, но мелкие и рано опадают или даже могут отсутствовать.
Соцветия верхушечные, кистевидные или головчатые.
Душистые гермафродитные цветки зигоморфные, пятилепестковые с двойным околоцветником. Травянистая чашечка двугубая. Верхняя губа чашечки глубоко разветвлённая, а нижняя — трёхлопастная или трёхзубчатая. Пять преимущественно жёлтых лепестков короткочерешковые. Венчик мотылькового типа. Лепестки не сросшиеся. Десять сросшихся тычинок и голые пыльники чередуются между короткими и длинными.
Плоды — бобы, удлинённые, сплюснутые, железисто-чёрные или колючие, в зависимости от вида, обычно опушённые и раскрываются при созревании. Гладкие семена яйцевидные.

## Систематика и распространение
Род Adenocarpus был научно описан в 1815 году Огюстеном Пирамом де Кандолем в книге Flore Française. Ревизия рода Adenocarpus была опубликована в 1967 году: P. E. Gibbs: A revision of the genus Adenocarpus in Bol. Soc. Brot.
Распространён в основном в Макаронезии и Средиземноморском регионе. Наибольшее видовое разнообразие наблюдается в западной части Средиземноморья с некоторыми эндемиками в Северной Африке. Три вида встречаются на Канарских островах и один вид встречается в афромонтанных районах во многих африканских странах.
Роде Adenocarpus насчитывает около 15 видов:
- Adenocarpus anagyrifolius Coss. & Balansa — встречается только в Марокко[9].
- Adenocarpus artemisiifolius Jahand. & al. — встречается только в Марокко[8].
- Adenocarpus bacquei Batt. & Pit. — встречается только в Марокко[9].
- Adenocarpus boudyi Batt. & Maire — встречается только в Марокко[8].
- Adenocarpus cincinnatus (Ball) Maire — встречается только в Марокко[8].
- Adenocarpus complicatus (L.) Gay (Аденокарпус сложный)[8].
- Adenocarpus decorticans Boiss — встречается в Марокко, Алжире и Испании[9].
- Adenocarpus faurei Maire — встречается только в Алжире[8].
- Adenocarpus foliolosus (Aiton) DC — встречается на Канарских островах[8].
- Adenocarpus hispanicus (Lam.) DC[8].
- Adenocarpus mannii (Hook. f.) Hook. f. — произрастает в афромонтанных районах в Анголе, Камеруне, Экваториальной Гвинее, Эфиопии, Кении, Малави, Нигерии, Руанде, Судане, Танзании, Уганде, Демократической Республике Конго и Замбии[8].
- Adenocarpus ombriosus Ceballo & Ortuno — эндемик Канарского острова Эль-Йерро. Произрастает на высоте от 500 м над уровнем моря. Известно только четыре места в северной части острова: Монтанья-де-Хинама, Сальвадор, Хойя-де-Аринес и Хойя-де-Филеба. Их общая площадь составляет от 1 до 5 км². В 2007 году на участке Хойя-де-Аринес не было найдено ни одного экземпляра. В 2007 году на природных участках было найдено всего 189 экземпляров. Выпас скота и, в частности, засуха приводят к постоянному сокращению популяции. В 2013 году этот вид был классифицирован МСОП как «находящийся под угрозой исчезновения».
- Adenocarpus telonensis (Loisel.) DC.: Встречается в Марокко, Франции, Португалии и Испании[8].
- Adenocarpus umbellatus Batt. — встречается только в Алжире[8].
- Adenocarpus viscosus (Willd.) Webb & Berthel. (Аденокарпус клейкий) — встречается на Канарских островах Тенерифе и Ла-Пальма. Произрастает в субальпийском высотном поясе в сухих местах. Популяции стабильны. В 2012 году вид был оценен МСОП как «не находящийся под угрозой исчезновения»[9].

## Использование
Adenocarpus viscosus — медоносное растение, встречается на Канарских островах. Цветущие ветви культивируемых видов и сортов также используются в флористике.